# Pentalidol
Pentalidol byl chemický přípravek k ochraně dřeva proti dřevokaznému hmyzu a houbám. Obsahoval účinné látky pentachlorfenol, DDT a lindan (gama-HCH). Později (po zákazu DDT) se vyráběla verze bez DDT nazvaná Neopentalidol.